# Renate Aichinger
Renate Aichinger (ur. 28 listopada 1976 w Salzburgu) – austriacka pisarka, poetka, dramatopisarka, reżyserka teatralna.

## Życiorys
Renate Aichinger ukończyła studia teatralne, filmowe i medialne na Uniwersytecie Wiedeńskim. Pracę dyplomową poświęciła dramatowi Marzyciele Roberta Musila. Podczas nauki pracowała w różnych małych teatrach w Wiedniu, w tym w Junges Schauspielhaus Zürich, Stadttheater Gießen i Vorarlberger Landestheater. Od 2009 roku pracuje w Junge Burg w Wiedniu. Od sezonu 2012/16 kieruje również Bürgertheater w Landestheater Niederösterreich.
Dwie jej sztuki nominowane były do nagrody Retzhofer Dramapreis: WWW.COM (2003) i Rosa Rossi sucht das Morgen (2011).
W 2013 Fundacja Współpracy Polsko-Niemieckiej oraz Stowarzyszenie Willa Decjusza wybrało Renate Aichinger jako stypendystkę programu Stypendia Twórcze 2013. W Willi Decjusza kończyła swoją pierwszą, częściowo autobiograficzną powieść. W 2014 otrzymała nagrodę Rauriser Literaturpreis.

## Wybrana twórczość
- Welt.All.Tag, 2012
- Wundstill: Gedichte, 2014
- Neue Lyrik aus Österreich Band 16: endeln. #lürix, 2016
- Renate Aichinger, 2017